# Asmir Begović
Asmir Begović (født 20. juni 1987 i Trebinje, Jugoslavien) er en bosnisk/canadisk fodboldspiller (målmand). Han spiller for Leicester City i den engelske Championship.

## Karriere
Efter at have spillet ungdomsfodbold i Canada, hvor familien var bosat, flyttede Begović i 2003 til England for at spille for Portsmouth. Her var han først tilknyttet klubbens ungdomshold, inden han i 2005 blev flyttet op i seniortruppen. I de første mange år af sin seniorkarriere blev han udlejet, blandt andet til de lavere rangerende engelske klubber Macclesfield Town og Bournemouth. Den 18. maj 2009 spillede han sin debutkamp for Portsmouth i et Premier-League-opgør mod Sunderland.
Begović havde dog fortsat svært ved at opnå spilletid i Portsmouth, der havde den rutinerede englænder David James på mål, og han blev derfor igen udlejet flere gange, blandt andet til Ipswich Town i den næstbedste engelske række. Til sidst slog han dog igennem, og økonomisk trængte Portsmouth solgte ham i februar 2010 videre til Premier League-rivalerne Stoke City for en pris på 3,25 millioner britiske pund. I Stoke overtog han hurtigt pladsen som førstemålmand, og i sæsonen 2010-11 spillede han 28 ud af de 38 Premier League-kampe.
Begović stærke præstationer betød, at han i 2013 blev kåret til både Årets Spiller i Stoke City og Årets Fodboldspiller i Bosnien-Hercegovina.

### Landshold
Begović, der er både canadisk og bosnisk statsborger, spiller for Bosnien-Hercegovinas landshold. Han har (pr. juni 2014) spillet 30 kampe for holdet, som han debuterede for 10. oktober 2009 i en VM-kvalifikationskamp på udebane mod Estland. Han var en del af den bosniske trup til VM i 2014 i Brasilien.